# Вьен-ан-Бессен
Вьен-ан-Бессе́н (фр. Vienne-en-Bessin) — коммуна во Франции, находится в регионе Нижняя Нормандия. Департамент коммуны — Кальвадос. Входит в состав кантона Ри. Округ коммуны — Байё.
Код INSEE коммуны — 14744.

## Население
Население коммуны на 2010 год составляло 281 человек.
| 1962 | 1968 | 1975 | 1982 | 1990 | 1999 | 2010 |
| ---- | ---- | ---- | ---- | ---- | ---- | ---- |
| 161  | 137  | 122  | 152  | 198  | 200  | 281  |

## Экономика
В 2010 году среди 178 человек трудоспособного возраста (15—64 лет) 140 были экономически активными, 38 — неактивными (показатель активности — 78,7 %, в 1999 году было 79,8 %). Из 140 активных жителей работали 135 человек (70 мужчин и 65 женщин), безработных было 5 (2 мужчин и 3 женщины). Среди 38 неактивных 14 человек были учениками или студентами, 21 — пенсионерами, 3 были неактивными по другим причинам.